# یوآنا راپورت
یوآنا راپورت (صربی: Јована Раппорт؛ زادهٔ ۱۸ فوریهٔ ۱۹۹۲) شطرنج‌باز اهل صربستان با درجه استادبزرگ زنان است.